# کشتی زره‌پوش

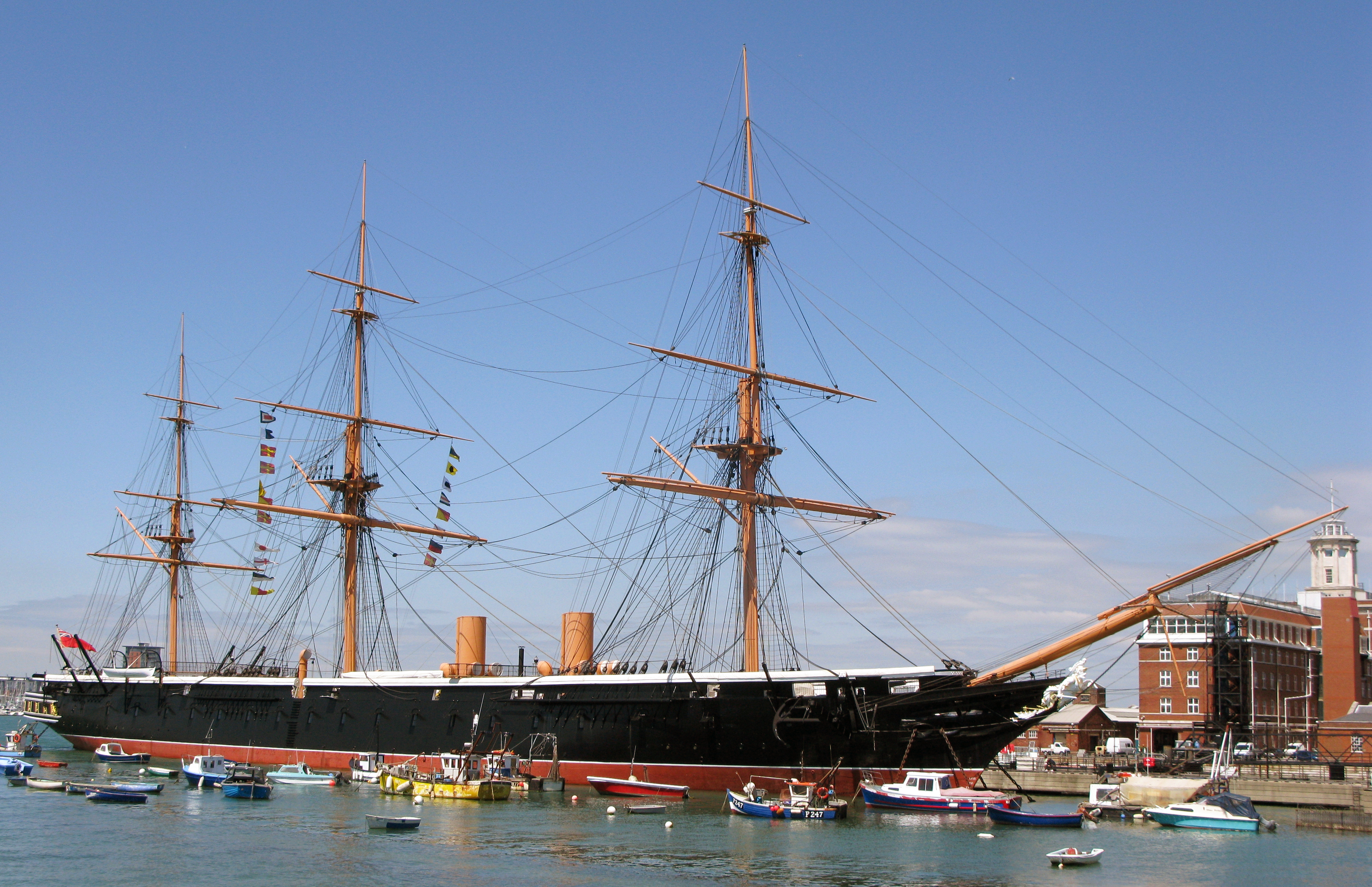
آیرونکلاد اچ‌ام‌اس واریر (۱۸۶۰) در سال ۲۰۰۹ (میلادی)

کشتی زره‌پوش نوعی از کشتی جنگی بخار بود که از اواسط سدهٔ نوزدهم میلادی مورد استفاده قرار می‌گرفت و بدنهٔ آن به‌وسیلهٔ ورق‌های فولادی یا گل‌نرده محافظت می‌شد و این اقدام در راستای بالاتر بودن قابلیت حفاظت کشتی‌های با بدنهٔ چوبی در مقابل توپ‌های جنگی بود. نخستین کشتی از این دست، گلوآر بود که توسط نیروی دریایی فرانسه در سال ۱۸۵۹ به آب انداخته شد. نیروی دریایی بریتانیا دومین سازمانی بود که اقدام به ساخت کشتی زره‌پوش کرد. بعد از نبرد همپتون رودز در خلال جنگ داخلی آمریکا، اهمیت سودمندی کشتی‌های زره‌پوش در مقابل کشتی‌های جنگی چوبی، نمایان شد. به مرور زمان، استفاده از کشتی‌های زره‌پوش شایع‌تر شد و آن‌ها توانستند در نقش‌های مختلفی به خدمت بپردازند، نبردناو، کشتی دفاع ساحلی و رزم‌ناو، از جمله نقش‌های به‌کار گرفته‌شده از کشتی‌های زره‌پوش بود. اواخر سدهٔ نوزدهم میلادی، استفاده از کشتی‌های زره‌پوش به مرور زمان رو به افول نهاد و کشتی‌هایی سریع‌تر جایگزین آن‌ها شدند.